# Stella del cinema
Stella del cinema è un film del 1931 diretto da Mario Almirante
Nella colonna sonora del film è presente la canzone Machaquita (di Storaci e Voltolini), interpretata da Anacleto Rossi.
Nel film, inoltre, compare il (fugace) primo nudo integrale femminile del cinema italiano in questo caso fatto da una comparsa (che non viene mostrata in volto).

## Trama
Rosa Bianchi, un'attrice esordiente, per un colpo di fortuna diventa improvvisamente una celebrità nel cinema con il nome d'arte di Fiorella D'Aprile con disappunto di Nerio Fumi, il suo fidanzato, anch'egli in cerca di gloria ma costretto a far la comparsa. In giro per gli stabilimenti di posa, ascoltando alcune persone che chiacchierano, l'uomo si convince che la fidanzata sia l'amante del regista, e cerca di convincerla a lasciare il film. Al rifiuto della donna la lascia e trova un altro lavoro presso una agenzia di viaggi. Tempo dopo Nerio si reca alla prima del film che si rivela un grande successo.
Rosa torna subito a casa dopo la proiezione, triste per non avere notizie del suo amato ma subito arriva un mazzo di rose con un invito a cena inviato proprio da Nereo e lei si precipita al ristorante. La coppia si è riappacificata.

## Produzione
Il racconto è soltanto un pretesto per mostrare i momenti di lavorazione negli stabilimenti della Cines, per cui si vedono gli aspetti poco conosciuti, i retroscena, la scelta delle comparse, l'arrivo di tecnici, attori e registi prima degli inizi delle riprese.

## Home video
Il film, dopo 87 anni dalla sua prima uscita, è stato dapprima proiettato in televisione su Rai Tre all'interno della trasmissione Fuori orario. Cose (mai) viste; poi, nell'agosto del 2018 è stato pubblicato in DVD dalla Ripley's Home Video come primo titolo di una collana denominata "Perduti nel buio", dedicata ai film italiani considerati introvabili. Nel libretto allegato è spiegato il recupero del negativo originale, trovato in stato di decomposizione e restaurato. Come contenuto extra è presente il rarissimo trailer originale e la Rivista Cines n. 10, che all'epoca si proiettava nelle sale abbinato al film.